# Stanislav Tomaš
Stanislav Tomaš, pripadnik romske zajednice u Češkoj, umro je 19. lipnja 2021. u Teplicama pri izvršavanju policijskog postupka. Njegova smrt izazvala je burnu reakciju javnosti i romskih zajednica u Češkoj, ali i šire javno prozivajući policijske službenika za rasizam i anticiganizam. Cijeli slučaj u javnosti je uspoređen s ubojstvom Georgea Floyda u SAD-u.

## Uhićenje i smrt
Prema snimkama i službenim policijskim izjavama Tomaš je ležao na podu i vikao nakon čega je ustao i vandalizirao automobil i napao obližnjeg muškarca. Pri dolasku policija je savladala Tomaša te ga uhitila. Pri izvršavanju postupka na snimci je vidljivo da jedan od policajaca koljenom pritišće muškarca u području vrata i lopatica što je i uzrokovalo revolt javnosti zbog sličnosti s još uvijek bliskim slučajem Amerikanca Floyda. Stanislav Tomaš je preminuo u kolima hitne pomoći usprkos pokušajima oživljavanja. Prema podacima autopsije smatra se da je Tomaš preminuo od predoziranja, a češka policija stala je iza svojih službenika smatrajući da za vrijeme postupka nije došlo do kršenja zakona i policijskih procedura. Tadašnji ministar unutarnjih poslova Jan Hamaček i premijer Andrej Babiš svojim izjavama podržali su rad policije.

## Reakcija javnosti
Međunarodne organizacije i udruge izrazile su svoju zabrinutost pri provođenju policijskog postupka te su uslijedili prosvjedi u Češkoj. Vijeće Europe izrazilo je svoju zabrinutost te zatražilo neovisnu istragu slučaja. 12. srpnja 2021. ispred veleposlanstva Češke Republike u Zagrebu održan je mirni prosvjed protiv diskriminacije Roma. Prosvjednici su izvikivali Tomaševo ime i zahtijevali neovisnu i pravednu istragu slučaja te kritizirali izjave premijera Češke Andreja Babiša. Među demonstrantima našli su se i Dario Juričan, redatelj i poznati kritičar Milana Bandića i Tomislav Medak iz platforme Možemo!